# Khopes
A khopes (ḫpš, vagy khepesh) egy ókori egyiptomi sarló alakú kard, amely a csatabárdokból fejlődött ki.

## Leírás
Egy tipikus khopes 50-60 centiméter hosszú, de ennél kisebb méretben is léteznek. A fegyver belső ívét arra lehetett használni, hogy csapdába ejtse az ellenfél karját, vagy hogy félrehúzza az ellenfél pajzsát. A fegyver anyagát az Újbirodalom korában cserélték le bronzról vasra. A khopes legkorábbi ismert ábrázolása a Keselyűsztéléről származik, amely Éannatum lagasi királyt ábrázolja a fegyverrel; ezt a khopest legalább Kr. e. 2500-ra datálják.
A penge csak az ívelt végének külső részén van élezve. A khopes az epszilon fejsze vagy hasonló félhold alakú fejszékből fejlődött ki, amelyeket a hadviselésben használtak.

## Történelem
A khopes Kr. e. 1300 körül kikerült a használatból. A Kr. e. 196-os Rosette-i kövön azonban egy hieroglifablokkban a "kard" kifejezésére szerepelnek a kh, p és sh betűkombinációkat jelölő hieroglifák.
Számos fáraót ábrázoltak khopesekkel, és néhányat találtak királyi sírokban, mint például a Tutanhamon mellett talált két példányt.

A khopes vektorgrafikus rajza.

Bár néhány példánynak egyértelműen kihegyezett élei vannak, sok példánynak tompa élei vannak, amelyeket nyilvánvalóan soha nem szántak élesnek. Ezért lehetséges, hogy a magas rangú sírokban talált khopesek egy része szertartási változat volt.

## Etimológia
A khopes szó a "láb" szóból származhat, mint például a "marhalábszár", mivel alakjuk hasonló. A ḫpš ("láb") hieroglifája már a koporsószövegek idején (az Első átmeneti korban) megtalálható.

## Fordítás
Ez a szócikk részben vagy egészben  a   Khopesh című angol Wikipédia-szócikk ezen változatának fordításán alapul.  Az eredeti cikk szerkesztőit annak laptörténete sorolja fel. Ez a jelzés csupán a megfogalmazás eredetét és a szerzői jogokat jelzi, nem szolgál a cikkben szereplő információk forrásmegjelöléseként.